# Nicolas Lawson
Pour les articles homonymes, voir Lawson.
 (mai 2017).
Si vous disposez d'ouvrages ou d'articles de référence ou si vous connaissez des sites web de qualité traitant du thème abordé ici, merci de compléter l'article en donnant les références utiles à sa vérifiabilité et en les liant à la section « Notes et références ».
Nicolas Lawson, né le 11 mars 1953 à Aného dans la Préfecture des Lacs au Togo, est un homme d’affaires et un homme politique togolais.

## Biographie
Après des études primaires et secondaires en Haute-Volta (Actuel Burkina Faso), au Togo et au Dahomey (actuel Bénin), il entame des études d’agronomie à Lomé avant de partir en Europe pour suivre des études de gestion hôtelière en Irlande et des études de lettres modernes, d’histoire et d’administration économique et sociale en France.
Éditeur de presse, Nicolas Lawson a créé et dirigé plusieurs journaux togolais: La Lettre de la Nation, et Le Renouveau.
En juillet et août 1991, il participe à la Conférence nationale souveraine sous les couleurs de l’Association pour la croissance sociale et la liberté (ACLS) puis devient membre du Haut conseil de la République.
Il s’installe par la suite au Ghana pour se reconvertir dans les affaires. Il préside le comité ghanéen du Forum francophone des affaires (FFA) et de la Fédération ouest-africaine des entrepreneurs. Il a été le Vice-Président de la Chambre de Commerce et d'Industrie France-Ghana.
Lawson est le candidat du Parti pour le renouveau et de la rédemption (PRR) à l’élection présidentielle de 2003. Il obtient 0,2 % des voix et présente une réclamation pour fraude et détournement de ses voix, sans succès. En 2005, de nouveau candidat à la suite du décès du président Gnassingbé Eyadema, il retire sa candidature le 23 avril, la veille du scrutin alors que François Boko, ministre de l’Intérieur, a réclamé un report de l’élection avant de démissionner. Selon les résultats officiels, il a obtenu 1 % des voix.